# (176380) Goran
(176380) Goran est un astéroïde de la ceinture principale.

## Description
(176380) Goran est un astéroïde de la ceinture principale. Il fut découvert le 14 octobre 2001 à Apache Point par le relevé Sloan Digital Sky Survey. Il présente une orbite caractérisée par un demi-grand axe de 2,86 UA, une excentricité de 0,07 et une inclinaison de 2,6° par rapport à l'écliptique.